# 富永健一
富永 健一（とみなが けんいち、1931年〈昭和6年〉7月1日 - 2019年〈平成31年〉2月23日）は、日本の社会学者。
社会学博士（東京大学・論文博士・1967年）、博士（経済学）（京都大学・論文博士・1998年）。東京大学名誉教授、文化功労者、日本学士院会員。

## 略歴
1931年、東京都杉並区生まれ。。1950年3月に東京都立新宿高等学校を卒業し、東京大学文学部社会学科に入学。1955年3月に卒業し、同大学大学院社会学研究科に進んだ。1959年9月、博士課程を中退。
1959年10月に東京大学文学部助手に採用される。1962年4月に同専任講師、1966年11月に同助教授に昇格。1967年に学位論文『社会変動の理論-経済社会学的研究』を東京大学に提出して社会学博士（東京大学）号を取得。1977年4月に東京大学文学部教授に昇進した。1992年3月に東京大学を定年退官し、名誉教授(1992年5月～)となった。
その後は、1992年4月より慶應義塾大学環境情報学部教授、1994年より経済社会学会会長、1997年4月より武蔵工業大学（現・東京都市大学）環境情報学部教授を務める。1998年に学位論文『経済と組織の社会学理論』を提出して、博士（経済学）を取得。2003年3月に武蔵工業大学を退職。学界では2010年12月に日本学士院会員に選出された。
2019年2月23日、肺炎のため死去。87歳没。

## 受賞歴・叙勲
- 1966年：日本経済新聞図書文化賞
- 1975年：松永賞受賞
- 1980年：日本労働協会賞受賞
- 1996年：紫綬褒章受章
- 2003年：勲三等旭日中綬章受章
- 2008年：文化功労者顕彰

## 研究内容・業績
専攻は社会学全般、社会学理論、社会変動・近代化、社会階層、経済社会学、組織理論と多岐にわたる。竹内洋は「戦後の社会学をリードした」と評している。
- 日本型雇用システム

## 家族・親族
- 祖父：池辺三山は母方の祖父。東京朝日新聞主筆。
- 叔父：池辺一郎。池辺三山について富永と共著出版している。

## 著書

### 単著
- 『社会変動の理論―経済社会学的研究』（岩波書店, 1965年）
- 『新しい産業社会―産業化と社会変動』（鹿島研究所出版会, 1965年）
- 『産業社会の動態』（東洋経済新報社, 1973年）
- 『人類の知的遺産（79）―現代の社会科学者』（講談社, 1984年）
  - 『現代の社会科学者―現代社会科学における実証主義と理念主義』（講談社学術文庫, 1993年）
- 『社会学原理』（岩波書店, 1986年）
- 『社会構造と社会変動―近代化の理論』（放送大学教育振興会, 1987年）
  - 『近代化の理論―近代化における西洋と東洋』（講談社学術文庫, 1996年）
- 『日本産業社会の転機』（東京大学出版会, 1988年）
- 『日本の近代化と社会変動―テュービンゲン講義』（講談社学術文庫, 1990年）
- 『社会学講義―人と社会の学』（中央公論社〈中公新書〉, 1995年）
- 『行為と社会システムの理論―構造-機能-変動理論をめざして』（東京大学出版会, 1995年）
- 『環境と情報の社会学―社会環境と文化環境』（日科技連出版社, 1997年）
- 『経済と組織の社会学理論』（東京大学出版会, 1997年）
- 『マックス・ヴェーバーとアジアの近代化』（講談社学術文庫, 1998年）
- 『社会変動の中の福祉国家―家族の失敗と国家の新しい機能』（中央公論新社〈中公新書〉, 2001年）
- 『戦後日本の社会学　一つの同時代学史』（東京大学出版会, 2004年）
- 『思想としての社会学』（新曜社, 2008年）
- 『社会学 わが生涯』（ミネルヴァ書房〈シリーズ「自伝」〉, 2011年）

### 共著
- （池辺一郎）『池辺三山[6]―ジャーナリストの誕生』（みすず書房, 1989年／中公文庫, 1994年）

### 編著
- 『社会学講座（8）経済社会学』（東京大学出版会, 1974年）
- 『日本の階層構造』（東京大学出版会, 1979年）
- 『基礎経済学』（全五巻）（東洋経済新報社, 1981年）
- 『理論社会学の可能性―客観主義から主観主義まで』（新曜社, 2006年）

### 共編著
- （倉沢進）『階級と地域社会』（中央公論社, 1971年）
- （土屋守章）『企業行動とコンフリクト』（日本経済新聞社, 1972年）
- （飽戸弘・祖父江孝男）『変動期の日本社会――その構造と意識の分析』（日本放送出版協会, 1972年）
- （塩原勉）『社会学原論』（有斐閣, 1975年）
- （熊谷尚夫・篠原三代平・塩野谷祐一・建元正弘・西川俊作・根岸隆）『経済学大辞典』（東洋経済新報社, 1980年）
- （佐々木毅・ 鶴見俊輔・中村政則・正村公宏・村上陽一郎）『戦後史大事典』（三省堂, 1991年）
- （溝口雄三・濱下武志・中嶋嶺雄）『漢字文化圏の歴史と未来』（大修館書店, 1992年）
- （間々田孝夫）『日本人の貯蓄――行動と意識』（日本評論社, 1995年）
- （宮本光晴）『モビリティ社会への展望――変動する日本型雇用システム』（慶應義塾大学出版会, 1998年）
- （徳安彰）『パーソンズ・ルネッサンスへの招待――タルコット・パーソンズ生誕百年を記念して』（勁草書房, 2004年）

### 訳書
- モートン・ドイッチ『社會心理學における場の理論』（みすず書房, 1957年）
- B・F・グリーン『態度測定』（みすず書房, 1957年）
- T・パーソンズ、N・J・スメルサー『経済と社会――経済学理論と社会学理論の統合についての研究（1・2）』（岩波書店, 1958年-1959年）
- タルコット・パーソンズ『宗教の社会学――行為理論と人間の条件第三部』（勁草書房, 2002年）
- タルコット・パーソンズ『人間の条件パラダイム――行為理論と人間の条件第四部』（勁草書房, 2002年）